# Xine
xine (Помилка: {{МФА}}: невпізнаний код мови: ˈ) — багатоплатформовий рушій для програвання відео і аудіо файлів. Складається з бібліотеки xine-lib, яка підтримує численні фронтенди з GUI-інтерфейсами (xine-ui), а також набору супутніх плаґінів. Бібліотека використовується у низці популярних відео-програвачів, серед яких Xine-UI, gxine, Totem, kaffeine.
xine підтримує роботу в багатонитевому режимі, підтримує велику кількість популярних і маловідомих форматів і кодеків, може обробляти як локальний контент, так і передані по мережі мультимедіа потоки.
Модульна архітектура дозволяє легко нарощувати функціональність через плаґіни. Розрізняється 5 основних класів плаґінів:
- плаґіни вводу для прийому даних (файлова система, DVD, CD, HTTP тощо),
- плаґіни виводу (XVideo, OpenGL, SDL, Framebuffer, ASCII, OSS, ALSA тощо),
- плаґіни для розпакування медіаконтейнерів (демуксери),
- плаґіни для декодування відео та аудіо даних,
- плаґіни для застосування ефектів (придушення відлуння, еквалайзер тощо).

xine викотристовує бібліотеки інших проєктів, такі як liba52, libmpeg2, FFmpeg, libmad, FAAD2, Ogle. xine може також використовувати бінарні кодеки Windows через програмну обгортку, зібрані як w32codecs, для відтворення деяких форматів медія, що не підтримуються прямо.

## Історія
xine було засновано у 2000 році Гюнтером Бартшем невдовзі після LinuxTag. На той час відтворення DVD-дисків у Linux було описано як болісний процес, оскільки доводилося вручну створювати іменовані аудіо- та відеоканали та запускати окремі процеси декодерів. Гюнтер зрозумів, що підхід OMS (Open Media System) або LiViD має очевидні недоліки з точки зору синхронізації аудіо та відео, тому xine народився як експеримент, який намагався зробити все правильно. Проєкт перетворився на сучасний багатопотоковий медіаплеєр з багатопотоковою архітектурою.
Під час розробки xine було докладено певних зусиль для чіткого розділення рушія програвача (xine-lib) та інтерфейсу (xine-ui). Починаючи з версії 1.0 (2004-12-25), API xine-lib вважається стабільним, і на нього покладаються декілька програм та плеєрів. Гюнтер залишив проєкт у 2003 році, коли він офіційно оголосив нових керівників проєкту, Мігеля Фрейтаса, Міхаеля Ройтша, Майка Мелансона та Тібо Маттерна.

## Виноски
1. 1 2  the xine project - Features. xine-project.org. Архів оригіналу за 19 квітня 2013. Процитовано 28 травня 2010.
2. ↑  xine FAQ, How do I pronounce "xine"?. xine-project.org. Архів оригіналу за 22 липня 2013. Процитовано 3 серпня 2006.
3. ↑  Релиз xine 1.1.21, 1.2.2 и xine-ui 0.99.7. Архів оригіналу за 14 жовтня 2012. Процитовано 10 червня 2012.
4. ↑  About xine. xine-project.org. Архів оригіналу за 22 липня 2013. Процитовано 14 листопада 2006.